# کیف پول سرد
کیف پول سرد (انگلیسی: Cold Wallet) یک فیلم دلهره‌آور آمریکایی محصول سال ۲۰۲۴ به کارگردانی کاتر هودیرن و نویسندگی جان هیبی است.

## بازیگران
- رائول کاستیلو در نقش بیلی
- ملونی دیاز در نقش اوا
- تونی کاوالرو در نقش دام
- جاش برنر در نقش چارلز هگل
- زویی وینترز در نقش آیلین

## تاریخ انتشار
کیف پول سرد برای اولین بار در جشنواره جنوب از جنوب غربی در ۸ مارس ۲۰۲۴ به نمایش درآمد. و بعدها توسط Well Go USA Entertainment در تاریخ ۲۸ فوریه ۲۰۲۵ در ایالات متحده به صورت عمومی منتشر شد.